# Strymon veterator
Strymon veterator is een vlinder uit de familie van de Lycaenidae. De wetenschappelijke naam van de soort werd als Thecla veterator in 1907 gepubliceerd door Hamilton Herbert Druce.

## Synoniemen
- Strymon lorrainea Johnson, Eisele & MacPherson, 1990
- Strymon coronos Johnson, Eisele & MacPherson, 1990